# Ulrik Lindgren
Johan Ulrik Lindgren, född 13 februari 1955 i Lycksele, är en svensk politiker (kristdemokrat). Han var ordinarie riksdagsledamot 2002–2006, invald för Dalarnas läns valkrets. Han var politiskt sakkunnig inom äldre- och folkhälsa.[källa behövs]
I riksdagen var Lindgren suppleant i socialutskottet och deputerad i sammansatta justitie- och socialutskottet.
Han är legitimerad sjuksköterska, är gift och har tre barn.